# Aradus debilis
Aradus debilis är en insektsart som beskrevs av Philip Reese Uhler 1876. Aradus debilis ingår i släktet Aradus och familjen barkskinnbaggar. Inga underarter finns listade i Catalogue of Life.